# Oldřich Rejnuš
Oldřich Rejnuš je český ekonom a vysokoškolský pedagog, který je profesorem v Ústavu ekonomiky VUT Brno, fakulty podnikatelské . Je odborníkem na oblast finančních trhů a zejména finančních derivátů a je rovněž autorem řady publikací na tato témata.

## Profesní a akademická kariéra
Profesní kariéru začínal na generálním ředitelství koncernu Škoda Plzeň jako asistent, vedoucí plánovač a posléze vedoucí oddělení bilancování zakázek. V roce 1990 nastoupil jako vysokoškolský učitel na Provozně ekonomickou fakultu Mendelovy zemědělské a lesnické univerzity v Brně, kde postupně přednášel předměty Ekonomické teorie, Podnikatelská agenda, Burzy a cenné papíry a Finanční trhy. Zde mimo celé řady odborných a akademických funkcí vykonával v letech 1996–2006 funkci vedoucího ústavu financí. V minulosti garantoval a přednášel předměty „Peníze, banky a finanční trhy“ a „Burzy a cenné papíry“ na Ekonomicko-správní fakultě Masarykovy univerzity a předměty „Finanční trhy“ a „Právo a finance“ na Podnikatelské fakultě Vysokého učení technického v Brně. Na VUT je předsedou státních zkušebních komisí, dále je členem programové rady studijních programů Podnikatelské fakulty VUT v Brně.
V roce 1994 byl habilitován docentem na Provozně ekonomické fakultě Mendlovy zemědělské a lesnické univerzity v Brně v oboru finance. Dne 10. listopadu 2003 byl jmenován profesorem v oboru odvětvová ekonomika a management.
Je autorem jedné monografie, několika skript, více než třiceti původních vědeckých prací a mnoha příspěvků přednesených na mezinárodních kongresech a vědeckých konferencích. Podílel se rovněž na uspořádání mnoha mezinárodních vědeckých konferencí a byl spoluřešitelem několika výzkumných projektů a grantů.[zdroj⁠?!]

## Publikace
- REJNUŠ, Oldřich. Cenné papíry a burzy. 2. přepracované. Brno: CERM, 2013. 406 s. ISBN 978-80-214-4673-1.
- REJNUŠ, Oldřich. Analýza klíčových faktorů soudobé finanční krize a jejich vlivu na vývoj světové ekonomiky. Sborník vědeckých prací University Pardubice, Pardubice: Univerzita Pardubice, 2012, roč. 3/2012, č. 25, s. 135-146. ISSN 1211-555X.
- REJNUŠ, Oldřich. Člen vědecké rady Fakulty podnikatelské Vysokého učení technického v Brně. : Vědecká rada Fakulty podnikatelské Vysokého učení technického v Brně, 2012.
- REJNUŠ, Oldřich. Krizové faktory světové ekonomiky a důvody možného rozpadu „Eurozóny“. In Přednáška pro Klub investorů Brno. 2012.
- REJNUŠ, Oldřich. Peněžní ekonomie – Finanční trhy. 6. vyd. Brno: Akademické nakladatelství CERM, 2012. 374 s. ISBN 978-80-214-4415-7.
- REJNUŠ, Oldřich. Risk Factors of Contemporary "Financial Crises" and their Influence on Future Development of Word Economy. In Mgr. Petr Červínek. European Financial Systems 2012. Brno: Masarykova univerzita, 2012. s. 182-187, 6 s. ISBN 978-80-210-5940-5.
- REJNUŠ, Oldřich. Systemizace exotických opcí. Trendy ekonomiky a managementu, Brno: Akademické nakladatelství CERM, 2012, VI, č. 11, s. 35 - 51. ISSN 1802-8527.
- REJNUŠ, Oldřich. Finanční trhy. 3., rozš. vyd. Ostrava: Key Publishing, 2011, 689 s. Ekonomie (Key Publishing). ISBN 978-80-7418-128-3.
- REJNUŠ, Oldřich a Petr BUDÍNSKÝ. Teoretická podstata swapů úvěrového selhání a možnosti jejich oceňování. 1. vyd. Praha, 2011. 7 s. ISBN 978-80-7408-050-0.
- REJNUŠ, O. Bez růžových brýlí: Vyhlídky dalšího vývoje finančních trhů a světové ekonomiky v podmínkách pokračující „finanční krize“. 2011.
- REJNUŠ, O. Proč investovat?. Ekonomicko-správní fakulta Masarykovy univerzity: 2011.
- REJNUŠ, Oldřich. Contemporary "Financial Crises" and its Significance from the Point of View of Word Economy. 1. vyd. Thailand, 2010. s. 815-821, 7 s. ISBN 978-80-7375-462-4.
- REJNUŠ, Oldřich. Finanční trhy. Druhé rozšířené. : Key Publishing, 2010. 660 s. Ekonomie. ISBN 978-80-7418-080-4.
- REJNUŠ, Oldřich. "Globální finanční krize" a její hodnocení z hlediska budoucího vývoje světové ekonomiky. Trendy ekonomiky a managementu, Brno: CERM, 2009, Ročník III, 5., s. 37-49. ISSN 1802-8527.
- REJNUŠ, Oldřich. Dowova teorie-nejvýznamnější teoretické východisko technické analýzy. Brno: Masarykova unuverzita, 2008. 4 s. ISBN 978-80-210-4747-1.
- KRAJÍČEK, Jan, Jiří DVOŘÁK, Petr VALOUCH, Viktória ČEJKOVÁ, Oldřich REJNUŠ,martin SVOBODA, František KALOUDA, Zuzana KŘÍŽOVÁ, Petr ČERVINEK, Svatopluk NEČAS, David ROZUMEK a Dirk KAISER. EVROPSKÉ FINANČNÍ SYSTÉMY 2008. 2008.
- REJNUŠ, Oldřich. Finanční trhy. První vydání. Ostrava: Key Publishing, 2008. 544 s. Ekonomie. ISBN 978-80-87071-87-8.
- KRAJÍČEK, Jan, Petr VALOUCH, Boris ŠTURC, Petr ČERVINEK, Svatopluk NEČAS,František KALOUDA, Oldřich REJNUŠ, Zuzana KŘÍŽOVÁ a Jiří DVOŘÁK. Garantované obchodování komodit na komoditních burzách. 2008.
- REJNUŠ, Oldřich. Komoditní obchody PBB – opce. 2007.
- REJNUŠ, Oldřich. Nové obchodovatelné komodity a jejich využití. 2007.
- REJNUŠ, Oldřich. Novodobý význam burzovního obchodování komodit v podmínkách soudobé světové ekonomiky. In Mezinárodní konference Podnikatelské fakulty VUT v Brně "Research in the area of economics and company management". VUT v Brně. Brno: Vysoké učení technické v Brně, Podnikatelská fakulta, 2007. s. 161-170, 210 s. ISBN 978-80-214-3482-0.
- REJNUŠ, Oldřich. Peněžní ekonomie – Finanční trhy. 3. aktualiz. a rozšíř. vyd. Brno: VUT Brno, Podnikatelská fakulta – nakladatelství CERM, 2007. 286 s. skripta. ISBN 978-80-214-3466-0.
- REJNUŠ, Oldřich. Soudobý význam komodit při vytváření nových druhů finančních investičních instrumentů (strukturovaných produktů). In 7. mezinárodní konference "Nové obchodovatelné komodity a jejich využití". 1. vyd. Brno: Masarykova univerzita, 2007. s. 35-42, 92 s. ISBN 978-80-210-4432-6.
- REJNUŠ, Oldřich. Teoretické a právní aspekty systemizace finančních investičních instrumentů. In Evropské finanční systémy 2007. 1. vyd. Brno: Masarykova univerzita, 2007. s. 324-331, 449 s. ISBN 978-80-210-4319-0.
- REJNUŠ, O. The present significance of commodity exchange trading in the conditions of the current world economy.Agricultural Economics (AGRICECON), 2006, roč. 52, s. 497-502. ISSN 0139-570X.
- REJNUŠ, Oldřich. Elektronické obchodování komodit. 2006.
- REJNUŠ, Oldřich. Peněžní ekonomie – Finanční trhy. 2. přepracované vydání. Brno: Akademické nakladatelství CERM, Brno, 2006. 258 s. ISBN 80-214-3235-7.
- REJNUŠ, Oldřich. Teorie a praxe obchodování s cennými papíry. 3. vyd. Praha: Computer Press, 2004. 257 s. Praxe manažera. ISBN 80-7226-571-7.
- POLÁK, M.; REJNUŠ, O. Řízení financí I. 2002. ISBN 80-86575-10-1.